# Abschlussverfügung
Die Abschlussverfügung ist der Vorgang, mit dem die Staatsanwaltschaft ein Ermittlungsverfahren abschließt. Mit dem Abschluss des Ermittlungsverfahren muss die Staatsanwaltschaft, soweit keine Einstellung nach dem Opportunitätsprinzip erfolgt, entweder das Ermittlungsverfahren wegen fehlenden hinreichenden Tatverdachts einstellen, oder die öffentliche Klage erheben.
Der Abschluss des Ermittlungsverfahrens ist nach § 169a StPO in den Akten zu vermerken.